# Juan José Tamayo
Juan José Tamayo Acosta (Amusco, Palencia, 7 de octubre de 1946) es un teólogo español vinculado a la Teología de la Liberación, sobre la que ha trabajado abundantemente. Es secretario general de la Asociación Teológica Juan XXIII.

## Datos académicos y biográficos
Licenciado en Teología por la Universidad Pontificia Comillas en 1971. Doctor en Teología por la de Universidad Pontificia de Salamanca en 1976. Diplomado en Ciencias Sociales por el Instituto León XIII en 1972. Licenciado (1983) y doctor (1990) en Filosofía y Letras por la Universidad Autónoma de Madrid. Ha sido profesor en diversas instituciones de España y América. Es profesor titular de la Universidad Carlos III de Madrid y dirige la cátedra de Teología y Ciencias de las Religiones Ignacio Ellacuría en esa universidad. Es cofundador y actual Secretario General de la progresista Asociación de Teólogos Juan XXIII, miembro de la Sociedad Española de Ciencias de las Religiones, del Comité Internacional del Foro Mundial de Teología y Liberación y del Consejo de Dirección del Foro Ibn Arabi. Profesor invitado en diferentes Masters en varias universidades, entre ellas: Autónoma de Madrid, Universidad de Córdoba, Universidad Pablo de Olavide, Carlos III de Madrid. Colabora en numerosas revistas españolas e internacionales de filosofía, teología, ciencias sociales y ciencias de las religiones. Imparte conferencias en Estados Unidos, España e Hispanoamérica. Entre los premios y condecoraciones que ha recibido, cabe destacar: Diploma y Medalla de Oro de la Liga Española Pro Derechos Humanos con motivo del centenario de su creación por su compromiso y trabajo intelectual en favor del diálogo entre las religiones, Premio Internacional de la República de Túnez para los estudios Árabes e Islámicos; el Premio "Islam y Convivencia" en la 1.ª Feria Musulmana de España y el Premio de la Fundación Siglo Futuro por su Compromiso Ético.
Es muy crítico con la jerarquía católica de los papados de Juan Pablo II y Benedicto XVI. Afirma que:"La mujer es mayoría silenciosa y silenciada en la Iglesia. El comportamiento de ambos Papas ha supuesto una humillación para la mujer porque no se le reconoce como sujeto de derechos morales" y que "Tanto Juan Pablo II como Benedicto XVI se mueven en el mismo modelo de Iglesia, la concepción restauracionista. Cuestionan el modo de entender la Iglesia del concilio Vaticano II y retroceden a etapas anteriores y a momentos históricos que no se corresponden con el actual. Se interrumpe el diálogo con la modernidad y el ateísmo, con las religiones cristianas y con las no cristianas.".
Autor de cerca de 60 libros, muchos de ellos traducidos a varios idiomas (portugués, francés, árabe, polaco, alemán...)  Colabora en prensa escrita en numerosas revistas especializadas y en periódicos como El Correo, de Bilbao, El Norte de Castilla, de Valladolid, o El País, de Madrid.
En su libro Hermano islam, toma como referente a Roger Garaudy, quien fue condenado en Francia por «negación de crímenes contra la humanidad» y «difamación racial», como "ejemplo de diálogo entre civilizaciones".

## Obras
- 1971 Juan José Tamayo-Acosta, Pedro Díez y Miguel Ángel Fresno,  A los jóvenes que interrogan
- 1973 - El largo adviento de la liberación, Misión Abierta, Madrid.
- 1976 - Por una Iglesia del pueblo. Madrid, Mañana
- 1989 - Para comprender la teología de la liberación. Estella, Verbo Divino
- 1993 - Conceptos fundamentales del cristianismo. Madrid, Trotta
- Hacia la comunidad:

- 1995 - Hacia la comunidad 1. La marginación, lugar social de los cristianos Trotta, Madrid, 1998, 3ª ed.
- 1994 - Hacia la comunidad 2. Iglesia profética, Iglesia de los pobres. Trotta, Madrid, 2003, 2ª ed.
- 1995 - Hacia la comunidad 3. Los sacramentos, liturgia del prójimo. Trotta, Madrid, 2003, 2ª ed.
- 1996 - Hacia la comunidad 4. Imágenes de Jesús. Condicionamientos sociales, culturales, religiosos y de género. Trotta, Madrid
- 1998 - Hacía la comunidad 5. Por eso lo mataron. El horizonte ético de Jesús de Nazaret. Trotta, Madrid, 2004, 2.ª ed.
- 2000 - Hacia la comunidad 6. Dios y Jesús. El horizonte religiosos de Jesús de Nazaret. Trotta, Madrid,2006, 4ª ed.

- 2000 - Diez palabras clave sobre Jesús de Nazaret. Estella, Verbo Divino
- 2003 - Nuevo paradigma teológico. Madrid, Trotta, 2009, 3ª ed.
- 2003 - Adiós a la cristiandad. Barcelona, Ediciones B. De esta obra hay una recensión de Laureano Xoaquín Araujo Cardalda publicada en Revista de Investigaciones Políticas y Sociológicas (RIPS), vol. 3, n.º 2, 2004, págs. 152-154 ( (enlace roto disponible en Internet Archive; véase el historial, la primera versión y la última).).
- 2004 - Fundamentalismos y diálogo entre religiones Madrid, Trotta, 2009, 2.ª ed.
- 2005 - Iglesia y sociedad en España, Madrid, Trotta. En colaboración con José María Castillo.
- 2005 - Nuevo diccionario de teología, Madrid, Trotta.
- 2006 - Tamayo-Acosta, Juan José (2006). Desde la heterodoxia: reflexiones sobre laicismo, política y religión. Madrid: Ediciones del Laberinto. ISBN 9788484832560.
- 2007 - Culturas y religiones en diálogo. Juan José Tamayo y María José Fariñas. Editorial Síntesis. Madrid, 2007
- 2008 - Tamayo Acosta, Juan José (dir.); Rodríguez Gómez, Edgardo (coord.). Aportación de la Teología de la Liberación a los Derechos Humanos. Dykinson. ISBN 978-84-9849-378-8.
- 2009 - Tamayo Acosta, Juan José (2010). La Teología de la Liberación. En el nuevo escenario político y religioso (2.ª edición). Valencia: Tirant Lo Blanch. ISBN 978-84-9876-513-7.
- 2009 - Islam. Cultura, religión y política, Madrid, Trotta, 2009, 2.ª ed.; 2010 ss: nuevas ediciones. ISBN 978-84-9879-016-0
- 2010 - Tamayo-Acosta, Juan José (2010). En la frontera: cristianismo y laicidad. Rompeolas. Madrid: Popular. ISBN 9788478844753.
  - Tamayo-Acosta, Juan José (2010). Pueblos indígenas, derechos y desafíos: homenaje a monseñor Leónidas Proaño. Valencia: ADG-N Libros. ISBN 9788492333042.
- 2011 - Otra teología es posible, Pluralismo religioso, interculturalidad y feminismo. Barcelona, Herder, 2012, 2.ª ed. ISBN 978-84-254-2788-6
  - Tamayo-Acosta, Juan José (2011). Otra religión es posible - Desafíos de la ciencia y la cultura. Madrid: TYVE Technologies. ISBN 9788476310205.
- 2012 - Ignacio Ellacuría. Intelectual, Filósofo y Teólogo, ADG-N Editorial, 2012. ISBN 9788493882860
- 2012 - Invitación a la utopía. Ensayo histórico para tiempos de crisis, 2012. Trotta, Madrid, 2012. ISBN 978-8498 793123
- 2013 - Tamayo-Acosta, Juan José (2013). Cincuenta intelectuales para una conciencia crítica. Fragmentos (Primera edición). Barcelona: Fragmenta Editorial. ISBN 9788492416776.
- 2014 - Tamayo-Acosta, Juan José, Alveranga, Luis (Directores) (2014). Ignacio Ellacuría : utopía y teoría crítica. Colección Diáspora (Primera edición). Valencia: Tirant Humanidades. ISBN 978-84-16062-45-4.
- 2015 - Tamayo-Acosta, Juan José (2015). Religión, razón y esperanza: El pensamiento de Ernst Bloch. Colección Diáspora (Primera edición). Valencia: Tirant Humanidades. ISBN 9788416062430.
- 2015 - Tamayo-Acosta, Juan José (2015). San Romero de América. Mártir de la justicia. Colección Diáspora (Primera edición). Valencia: Tirant Humanidades. ISBN 9788416349654.
- 2020 - Tamayo-Acosta, Juan José (2020). La internacional del odio. ¿Cómo se construye? ¿Cómo se deconstruye?. Colección DiásporaAntrazyt (Primera edición). Barcelona: Icaria. ISBN 9788498889796.
- 2021 - Tamayo-Acosta, Juan José (2021). La compasión en un mundo injusto. Barcelona: Fragmenta Editorial. ISBN 978-84-17796-55-6.

- 2024 - Tamayo-Acosta, Juan José. Hacia una espiritualidad liberadora. Barcelona: Herder Editorial. ISBN 9788425451522.
- 2025 - Tamayo-Acosta, Juan José. Cristianismo radical. Madrid: Trotta Editorial. ISBN 9788413642185.